# Heteronitis castelnaui
Heteronitis castelnaui là một loài bọ cánh cứng trong họ Bọ hung (Scarabaeidae).